# Крест Виктории (Новая Зеландия)
Крест Виктории для Новой Зеландии (англ. Victoria Cross for New Zealand) — высший знак отличия в системе наград Новой Зеландии, сменивший британский крест Виктории специально для вручения новозеландцам. Крестом Виктории для Новой Зеландии награждаются «за наиболее заметную храбрость, отважный или выдающийся акт храбрости или самопожертвования, или крайнюю преданность долгу перед лицом врага или воюющих сторон».
Крест Виктории для Новой Зеландии был учреждён 20 сентября 1999 года на основании патентной грамоты, подписанной королевой Новой Зеландии Елизаветой II. Наравне с Новозеландским крестом он занимает первое место в порядке ношения новозеландских наград и имеет приоритет над всеми орденами, медалями и знаками отличия Новой Зеландии. Награды могут быть удостоены члены Сил обороны Новой Зеландии любого звания, а также гражданские лица, находящиеся под военным командованием. Кавалер Креста Виктории для Новой Зеландии имеет право на размещение аббревиатуры из постноминальных букв «VC» после своего имени.
Награждение крестом Виктории для Новой Зеландии производится генерал-губернатором Новой Зеландии с одобрения монарха по рекомендации премьер-министра. Первым награждённым 2 июля 2007 года стал капрал Билл Апиата за действия, совершённые в 2004 году во время войны в Афганистане. В настоящее время он является единственным кавалером креста Виктории для Новой Зеландии.

## История

### Британский крест Виктории
Крест Виктории был учреждён 29 января 1856 года королевой Великобритании Викторией для ретроспективного награждения отличившихся участников крымской войны. По некоторым данным, награда отливалась из бронзовых каскабелей двух пушек, отбитых у русских войск при осаде Севастополя. Однако, на основании рентгеновских снимков ранних крестов Виктории впоследствии было показано, что используемый в них металл на самом деле не российского происхождения, а выплавлен из старинных китайских орудий. Стволы пушек, из которых были отлиты медали, ныне находятся у офицерской столовой казарм королевской артиллерии в Вулидже. Оставшаяся часть единственного сохранившегося каскабеля весом порядка 10 килограммов хранится в распоряжении 15-го полка Королевского логистического корпуса на базе Донингтон под вооружённой охраной. По предположениям историка Джона Глэнфилда из этого каскабеля можно было бы отлить еще порядка 80—85 крестов Виктории. За производство абсолютно каждого креста Виктории по сей день отвечает ювелирная компания «Hancocks & Co», основанная в 1849 году. Как новозеландский, так и австралийский кресты Виктории отливаются из той же бронзы что и британская награда, тогда как канадская версия подверглась некоторым изменениям.
Со времён учреждения креста Виктории им могли награждаться только члены «наших военно-морских и военных служб» по представлению «нашего главнокомандующего нашей армией». 1 января 1867 года в королевский ордер были внесены поправки, в которых было обращено особое внимание на операции, «предпринятые против восставших коренных племен нашей колонии в Новой Зеландии», а также на то, что крестом Виктории в связи с этим могут быть награждены «лица, служащие в местных войсках колонии Новой Зеландии», в связи с чем было разрешено присуждать данную награду «вышеуказанным лицам при условии установления того, что таковое лицо служило в наших войсках под командованием генерала или другого офицера». Тем не менее, в том же 1867 году, когда войска Новой Зеландии взяли на себя полную ответственность за подавление восстаний маори и вышли из-под британского командования, правительство Новой Зеландии ни разу не представило никого к награждению крестом Виктории. В 1869 году распоряжением губернатора Новой Зеландии Джорджа Боуэна был создан Новозеландский крест, ставший колониальным эквивалентом британского креста Виктории и который мог быть вручён только британским или новозеландцам военнослужащим, находившимся под командованием британского офицера — до 1910 года им было награждено 23 человека. В 1881 году в королевский ордер снова были внесены поправки, предусматривающие награждение крестом Виктории всех военнослужащих регулярных и вспомогательных сил всех частей Британской империи.
Оригинального креста Виктории было удостоено 22 новозеландца, служивших в вооружённых формированиях Новой Зеландии. По одному человеку было награждено за новозеландские войны и вторую бурскую войну, 11 — за Первую мировую войну, и 8 — за Вторую. Первым новозеландцем-кавалером креста Виктории 8 февраля 1867 года стал Хифи, Чарльз во время новозеландских войн, а последним 1 марта 1946 года — Трент, Леонард за действия во Второй мировой.

### Отдельные награды Содружества
После окончания Второй мировой войны ряд стран-членов новообразованного Содружества наций учредили собственные наградные системы, отличные от британской. Тем не менее, была оставлена возможность награждения граждан этих стран британскими наградами. Взамен британского креста Виктории и других знаков отличия были созданы свои собственные награды за отвагу и храбрость. Высшие награды Новой Зеландии, Канады и Австралии были названы в честь британского креста Виктории с некоторыми отличиями в дизайне, став уникальными знаками отличия наградных систем каждой из перечисленных стран.
В 1996 году в Новой Зеландии начался процесс образования собственной наградной системы. Крест Виктории для Новой Зеландии был учреждён 20 сентября 1999 года на основании патентной грамоты, подписанной королевой Новой Зеландии Елизаветой II. Одновременно был создан ряд других наград за отвагу, и в 1999 году был учреждён другой Новозеландский крест взамен креста Георга. Таким образом, Новая Зеландия стала третьим и последним государством Содружества, учредившим отдельный крест Виктории в собственной системе наград. Крест Виктории для Новой Зеландии заменил британский крест Виктории. 2 июля 2007 года награды был удостоен капрал Билл Апиата за действия, совершённые в 2004 году во время войны в Афганистане; он является первым и единственным кавалером креста Виктории для Новой Зеландии.
Крест Виктории для Канады был учреждён 31 декабря 1992 года. Статут и дизайн остались в целом неизменными за исключением того, что девиз на аверсе был написан на латинском языке, а состав сплава креста содержит включения металлов, добытых на территории Канады. Награждение крестом Виктории для Канады не производилось. Крест Виктории для Австралии был учреждён 15 января 1991 года. Награда осталась идентичной своему британскому аналогу, хотя крест имеет несколько меньшие размеры. Первым кавалером 16 января 2009 года стал кавалерист Марк Дональдсон; всего же крестом Виктории для Австралии награждено пять человек.

## Описание
Крест Виктории для Новой Зеландии идентичен оригинальному и представляет собой медаль в виде мальтийского, или лапчатого креста. Лучи равноконечного креста сужаются к центру и расширяются на концах, не имея на них вырезов. Материал — бронза тёмного цвета. Размер каждой оси — 35 миллиметров. В центре креста находится корона святого Эдуарда, увенчанная коронованным львом, эмблемой британской королевской семьи, а под ней полукругом — лента в виде свитка с надписью «FOR VALOUR». Колодка крепится к кресту через ушко в виде литеры «V» и украшена изображениями лавровых листов, лента — багрового цвета шириной 38 миллиметров. На оборотной стороне креста указывается дата совершения подвига, а на задней стороне колодки — имя и подразделение награждённого. В случае повторного награждения к уже имеющемуся кресту Виктории прикрепляется пряжка в виде бронзовой полоски. Существуют также планки и миниатюры креста для повседневного ношения. Планка представляет собой ленту с закреплённой на ней посередине уменьшенной репликой креста размерами 9 миллиметров по каждой оси. Миниатюра — это уменьшенная копия креста, подвешенная на ленте шириной 16 миллиметров.

## Статут
Крест Виктории для Новой Зеландии вручается «за наиболее заметную храбрость, отважный или выдающийся акт храбрости или самопожертвования, или крайнюю преданность долгу перед лицом врага или воюющих сторон». Статут отличается от критерий оригинального креста Виктории в части возможности награждения за миротворческую деятельность. Крестом Виктории для Новой Зеландии могут быть награждены военнослужащие Сил обороны Новой Зеландии и другие лица, проявившие храбрость во время оперативной службы, а именно:
1. военнослужащие Сил обороны Новой Зеландии, в том числе территориальных и других вспомогательных подразделений, создаваемых время от времени, а также служащие, прикомандированные или прикрепленные к странам Содружества и иностранным государствам или размещенные вместе с ними;
2. военнослужащие Сил обороны Новой Зеландии и другие новозеландские служащие, занятые в составе миссий Организации Объединенных Наций и других миротворческих миссий или миссий по принуждению к миру;
3. военнослужащие других стран Содружества и иностранных государств, прикомандированные к Силам обороны Новой Зеландии, прикрепленные к ним или размещенные вместе с ними;
4. служащие торгового флота Новой Зеландии и члены экипажей гражданских авиакомпаний[англ.], зарегистрированных в Новой Зеландии, а также члены зарегистрированных новозеландских филантропических и благотворительных организаций, действующих под руководством или надзором Сил обороны Новой Зеландии;
5. гражданские лица, работающие на постоянной или временной основе под руководством или контролем Сил обороны Новой Зеландии.

Награда может быть присуждена посмертно. Перечень лиц для награждения определяется генерал-губернатором Новой Зеландии по рекомендации премьер-министра Новой Зеландии или министра короны, исполняющего обязанности премьер-министра. Крест Виктории для Новой Зеландии является высшим знаком отличия в новозеландской системе наград, имея приоритет над остальными новозеландскими наградами вместе с гражданским Новозеландским крестом. Младшей наградой по отношению к кресту Виктории для Новой Зеландии является военная Новозеландская звезда Храбрости. Крест носят на левой стороне груди вместе с полноразмерными орденами, медалями и знаками отличия и впереди них в соответствии с порядком ношения новозеландских наград, утверждаемым монархом. Кавалеры креста Виктории для Новой Зеландии имеют право на размещение аббревиатуры из постноминальных букв «VC» после своего имени; обладатели пряжки к кресту добавляют к аббревиатуре словосочетание «and Bar». К каждой награде прилагается сертификат, подписанный монархом и генерал-губернатором как главнокомандующим Новой Зеландии. Каждое награждение должно быть занесено в соответствующий регистр наград, ведущийся регистратором, который назначается генерал-губернатором. Генерал-губернатор может как отменить акт о присуждении награды, так и восстановить ранее отмененное награждение. В случае аннулирования награждения крест возвращается государству, а имя лишённого награды должно быть исключено из реестра. В случае восстановления награждения и аннулирования решения о лишении награды запись в реестре должна быть восстановлена.

## Кавалеры креста Виктории для Новой Зеландии
Особенности
- Ныне живущий

| Имя          | ДП   | К   | Подразделение           | Место подвига | ДН   | П      | МН          | П      |
| ------------ | ---- | --- | ----------------------- | ------------- | ---- | ------ | ----------- | ------ |
| Апиата, Билл | 2004 | ВвА | Особая воздушная служба | Афганистан    | 2007 | [ 45 ] | NZSAS Trust | [ 46 ] |